# 메갈로사우루스
메갈로사우루스(Megalosaurus)는 쥐라기 중기에 살았던 공룡으로 처음으로 이름을 가진 공룡이다. 화석은 1676년에 발견되었지만 이름은 1824년에 지어졌다.당시에는 어떤 동물의 화석인지 알지 못했기 때문에 거대한 도마뱀이란 뜻의 메갈로사우루스라는 이름을 붙였다. 그 뒤 1842년에 영국의 고생물학자 리처드 오언이 메갈로사우루스를 비롯한 거대한 파충류의 것이라는 사실을 밝혀내고 이들을 공룡이라 부르기 시작했다

## 특징
원시적 형태의 수각류 육식 공룡. 1676년 영국에서 처음으로 넓적다리 뼈가 발견되었으나 이 화석의 진가를 아는 사람은 없었다. 그 뒤 19세기에 와서 고생물학자인 리처드 오언이 이 뼈가 멸종된 파충류의 뼈라고 밝힘으로서 알려졌다. 앞발가락과 뒷발가락이 각각 세 개 였고, 몸길이는 6~8m, 몸무게는 750~1000kg가량으로 추정된다.
이후 메갈로사우루스의 화석은 영국 남부, 프랑스, 포르투갈, 아프리카 등지, 오스트레일리아에서도 발견되었다. 후기에 나타난 다른 수각류 공룡들과 정확히 어떤 관계에 있는지 알려진 바는 없다.
한국에서는 1999년 12월에 경상남도에서 근연종의 이빨화석이 발견된 바 있고 2007년 9월 교사 백광석, 정영현 등에 의해 경상 분지와 남해안 일대에서 메갈로사우루스류의 이빨 화석이 발견되기도 하였다.